# Iris
El iris, en anatomía, es un diafragma pigmentado y circular del ojo que separa la cámara anterior de la cámara posterior. Además, el iris consta de fibras musculares lisas circulares y radiales dispuestas en una estructura en forma de rosca.
Posee una abertura central de tamaño variable que comunica las dos cámaras, llamada pupila. Su función principal es controlar la cantidad de luz que penetra en el ojo.
Corresponde a la porción más anterior de la túnica vascular del ojo, la cual forma un diafragma contráctil delante del cristalino. Se ubica tras la córnea.
El iris dispone de dos músculos, el músculo esfínter del iris, que disminuye la pupila de tamaño (miosis), y el músculo dilatador del iris, que permite a la pupila dilatarse (midriasis).

## Color del iris
El color del iris está determinado genéticamente. En los niños recién nacidos, el color del iris suele ser azul claro o grisáceo. La coloración definitiva se alcanza entre los seis y diez meses. El color está determinado por el número y distribución de unas células que contienen el pigmento melanina y se llaman melanocitos. 
Por ejemplo, si la melanina se encuentra solamente en la zona del epitelio posterior del iris, y carece de ella en el estroma y la membrana limitante anterior, el ojo es azulado; en cambio, si se distribuye por todo el espesor del iris, el ojo es de color negro.